# Iso-Rapakko
Iso-Rapakko eller Iso-Rapakkojärvi  (Rapakkojärvi) är en sjö i Finland. Den ligger i kommunen Sievi i landskapet Norra Österbotten, i den centrala delen av landet, 400 km norr om huvudstaden Helsingfors. Rapakkojärvi ligger 129,3 meter över havet. I omgivningarna runt Rapakkojärvi växer i huvudsak blandskog. Arean är 15 hektar och strandlinjen är 2,15 kilometer lång. Sjön  ingår i Kalajoki älvs huvudavrinningsområde. 